# 趙国標
趙 国標（ちょう こくひょう / チャオ・クォピャオ、趙國標、1908年（光緒33年）11月12日 - 1987年（民国76年）3月24日）は中華民国空軍の軍人。原名は臬。最終階級は空軍少将。

## 経歴
諸曁県新璧郷千秋橋村（現：紹興市諸曁市）の農家の家庭に生まれる。1928年4月、南京の中央陸軍軍官学校第6期生として入学、第一総隊工兵第4中隊の所属。1929年2月、南京小営内に設置された中央軍校航空班（中央航空学校第1期）に選抜される。
1931年3月19日卒業後、中央軍校第十期第一総隊航空教官。1932年12月、陸軍大学第11期正則班に入り、1935年12月卒業。空軍第一大隊飛行員、飛行教官。
抗日戦争（日中戦争）勃発後、中央航空学校教務処科長、航空委員会第四処処長、空軍站務人員訓練班副主任、代理主任、陸軍大學空軍系上校教官、空軍航空站勤務団団長、勤務処処長を歴任。
戦後、空軍総司令部副参謀長、陸軍大学系空軍主任を経て1947年2月、陸軍大学将官班乙級第二期班兵学教官。空軍総司令部参謀長、空軍総司令部第三署署長を歴任。
1949年8月、陸軍の楊業孔中将、海軍の楊元忠少将とともに東南軍政長官公署（長官：陳誠、参謀長：張秉鈞）副参謀長兼任。1950年2月、空軍指揮参謀学校校長。1953年10月よりアメリカの視察に派遣される。
1954年10月、台湾に戻り、空軍総司令部秘書処処長、1957年11月、国防部参謀総長弁公室副主任、防空司令部司令官兼任。また、1960年10月に空軍指揮参謀学院院長に就任したとの記述もあるが、公式サイトの歴代院長に該当の記録はない。1962年12月陸軍金門防衛指揮部（長：王多年中将）副司令官、兼任防空司令部司令官。1966年（民国55年）1月1日退役。
同年11月1日、国軍退除役官兵輔導委員会第二処初代処長（～1975年12月1日）。また、中央陸軍軍官学校第六期在台湾同学連誼会の活動にも参加した。晩年は台北市南京東路二段に居住し、民国76年3月24日に病死。

## 栄典
- 忠勤勲章 - 1945年10月[3]
- 抗戦勝利勲章（中国語版） - 1946年10月10日[5]